# Dolný Lopašov
Dolný Lopašov je naseljeno mjesto u okrugu Piešťany u Trnavskom kraju u Slovačkoj.

## Stanovništvo
| Godina:     | 1993. | 2003.   | 2013.   | 2023.   |
| ----------- | ----- | ------- | ------- | ------- |
| Broj ljudi: | 965   | 991     | 963     | 971     |
| Razlika:    |       | +2,69 % | -2,82 % | +0,83 % |

| Godina:     | 2022. | 2023.   |
| ----------- | ----- | ------- |
| Broj ljudi: | 970   | 971     |
| Razlika:    |       | +0,10 % |

Prema podacima o broju stanovnika iz 2023. godine naselje je imalo 971 stanovnika.

## Vanjske poveznice
|  | Zajednički poslužitelj ima još gradiva o temi Dolný Lopašov |

- Službena stranica naselja (sl.)